# Cold Front
"Cold Front" es el undécimo episodio de la serie de televisión Star Trek: Enterprise. Fue escrito por Stephen Beck y Tim Finch con Robert Duncan McNeill sirviendo como director. El episodio revela más sobre el arco argumental de la Guerra Fría Temporal presentado por primera vez en "Broken Bow", donde el Capitán Archer se enfrenta a un miembro de su tripulación que afirma ser de novecientos años en el futuro y está allí para capturar a un agente Suliban que ha abordado la Enterprise.

## Trama
El Enterprise investiga un vivero estelar con varias naves en su interior. Al llamar a uno, se encuentran con un grupo en peregrinación al Gran Penacho de Agosoria. Cada once años, una de las protoestrellas emite una explosión de neutrones que los peregrinos consideran un acontecimiento sagrado. El Capitán Archer invita a los peregrinos a visitar la Enterprise. Mientras en Ingeniería, el comandante Tucker explica el motor Warp 5 a los peregrinos, un extraterrestre desconecta discretamente una unión de antimateria y su brazo se transforma, revelándolo como Suliban.
Mientras el Enterprise intenta sortear una tormenta de plasma, un rayo golpea la nave y provoca una cascada de antimateria que casi llega al reactor, pero es detenida por la unión desconectada. Tucker detecta el sabotaje en el cruce, pero no sospecha de ningún miembro de la tripulación. El tripulante Daniels le informa a Archer que cree que uno de los peregrinos es Silik, el Suliban con quien Archer se encontró anteriormente. En sus habitaciones, Daniels le dice a Archer que no pertenece a la Flota Estelar sino que proviene del siglo 31, comentando que las personas que comandan Silik en la Guerra Fría Temporal son de un siglo anterior. Comenta que lo han enviado para capturarlo y pide permiso para vincular su tecnología de rastreo a los sensores internos de la nave.
Silik se aparece a Archer en sus habitaciones y afirma que el grupo de Daniels fue responsable de la cascada de antimateria y que el Acuerdo Temporal es una mentira. En Ingeniería, Daniels detecta signos biológicos Sulibanos, pero Silik lo sorprende y lo vaporiza. T'Pol y Tucker convocan al Doctor Phlox para atender a Archer, tras ser atacado por Silik. Archer le pide a Tucker que use los sensores de Daniels para localizar a Silik mientras él y T'Pol visitan las habitaciones de Daniels para estudiar la base de datos que Archer vio antes. Pero se da cuenta de que ya no está. Silik escapa a Shuttle Bay 4 y se niega a entregar el dispositivo, por lo que Archer lo dispara con su mano. Silik abre las puertas de la bahía y cae en caída libre hacia un transbordador Sulibano que espera, y Archer le pide al teniente Reed que selle la cabaña de Daniels y cualquier secreto temporal que pueda contener.

## Producción
El episodio fue dirigido por Robert Duncan McNeill, quien interpretó a Tom Paris en Star Trek: Voyager. McNeill había dirigido varios episodios de Voyager, pero perdió varias oportunidades de dirigir programas que fueron cancelados antes de completar una temporada completa, y estaba entusiasmado con la dirección de la temporada 1 de Enterprise. Cuando se estaba filmando el episodio piloto, le pidió a Rick Berman que le diera la oportunidad de dirigir lo antes posible y le preguntó qué tenía que hacer para que esto sucediera. Siguió preguntando y dedicó más tiempo a sesiones de edición y proyección, particularmente proyecciones cuando Berman estaba en la sala, para comprender mejor la forma en que Berman quería que se hicieran las cosas.  A McNeill le pareció interesante dirigirlo, era solo el segundo episodio que presentaba a los Suliban y era un misterio que no se resuelve por completo al final del episodio.  McNeill notó más tarde que había grandes expectativas en el set, "recién se estaban poniendo en marcha y todos estaban un poco tensos. Parecía ser una combinación del elenco y el equipo tratando de distanciarse de Voyager y establecer el tono y el estilo del espectáculo". 
Los escritores Stephen Beck y Tim Finch trabajaron como editores ejecutivos de historias en esta primera temporada. Beck y Finch trabajaron anteriormente en la serie de UPN Seven Days antes de unirse a Enterprise.
John Fleck regresa interpretando a un peregrino Borothan y Silik. Este es el primer episodio que incluye a Matt Winston como Daniels. Winston es hijo del maestro de efectos especiales Stan Winston.

## Recepción
Cold Front se emitió por primera vez en los Estados Unidos por UPN el 28 de noviembre de 2001. Según Nielsen Media Research, recibió una calificación de 4,7/8 entre los adultos. Esto significa que tuvo una media de 7,33 millones de espectadores.   El programa mejor visto de la hora fue NBC's Christmas in Rockefeller Center. Enterprise quedó en cuarto lugar. 
Sunny Lee de Entertainment Weekly escribió: "Finalmente lo lograron. Los escritores de Enterprise de esta semana, Steve Beck y Tom Finch, proporcionaron el primer episodio verdaderamente convincente de la temporada. Hasta ahora, cada programa ha estado envuelto en un agradable pero aburrido camino. Pero "Cold Front" fue más complicado, con un final que fue a la vez intrigante e inquietante".  Chris Wyatt de Cinescape le dio al episodio una calificación B+. Disfrutó la trama, aumentando el misterio de la historia de la Guerra Fría Temporal, pero quedó decepcionado por la coreografía que hacía que las escenas de lucha "parecieran forzadas y un poco tontas".  Aint It Cool News le dio cuatro de cinco y dijo que era "el mejor Enterprise hasta ahora".  Keith DeCandido de Tor.com le dio cuatro sobre diez en su revisión de 2022. No apreció los elementos de misterio de la historia: "Es tedioso, no es muy efectivo y no logra enmascarar el hecho de que no hay una historia real aquí". 
En 2021, The Digital Fix elogió este episodio por tener el "mejor momento" de la primera temporada de Enterprise, y destacó que fue un "giro audaz" que estableció cierto misterio sobre lo que estaba sucediendo con el viaje de la nave.

## Medios domésticos
Este episodio se lanzó como parte de la primera temporada de Enterprise, que se lanzó en alta definición en disco Blu-ray el 26 de marzo de 2013;el lanzamiento tiene video de 1080p y una pista de sonido DTS-HD Master Audio.